# Falsche Bewegung
Falsche Bewegung ist ein deutscher Spielfilm aus dem Jahre 1975 von Wim Wenders. Der Film ist eine moderne Adaption des klassischen Romans Wilhelm Meisters Lehrjahre von Johann Wolfgang von Goethe. Er bildet den zweiten Teil von Wenders’ Spielfilm-Trilogie „Road Movie“ (erster Teil: Alice in den Städten, dritter Teil: Im Lauf der Zeit).

## Handlung
Wilhelm Meister möchte Schriftsteller werden. Seine Mutter, bei der er noch in Glückstadt wohnt, schickt ihn dazu auf eine Reise, damit er an Menschenkenntnis gewinnt. Wilhelm fährt zunächst mit dem Zug nach Bonn. Als er in Hamburg umsteigt, hat er eine Zeitlang Blickkontakt mit einer gewissen Therese Farner, die ihm auf Umwegen ihre Telefonnummer zukommen lässt. Im Zug lernt der verschlossene Wilhelm einen mitteilsamen alten Mann namens Laertes kennen, angeblich beruflich Sänger, und die mit ihm reisende stumme Artistin Mignon. Laertes stellt ihm in Aussicht, ihm ein Geheimnis mitzuteilen.
Als Wilhelm in Bonn ankommt, telefoniert er mit Therese, die sich der Reisegruppe anschließt. Dort stellt sich ihnen auch der österreichische Dichter Bernhard Landau vor, ein einzelgängerischer Sonderling, und schlägt vor, als Nächstes zu seinem Onkel ins Siebengebirge zu fahren, einem reichen Industriellen, der dort einen Landsitz hat. Mit Thereses Auto fahren sie dorthin, doch der Inhaber ist nicht Bernhards Onkel. Dennoch heißt er die fremden Besucher willkommen: Er habe sich soeben erschießen wollen und insgeheim gehofft, dabei gestört zu werden. Das Haus ist nach dem drei Monate zurückliegenden Suizid der Ehefrau des Inhabers sehr heruntergekommen und vermüllt, doch macht es sich die Gruppe dort gemütlich und führt Gespräche über Aspekte des Lebens. Erschüttert wird Wilhelm von Laertes’ Erzählung, er habe im Dritten Reich Juden ermordet und bereue es nicht.
Als die Gruppe von einem langen, mit Gesprächen erfüllten Spaziergang durch die Weinberge am Rhein zurückkehrt, stellt sich heraus, dass sich der Hausbesitzer in ihrer Abwesenheit erhängt hat. Hastig verlassen sie das Anwesen wieder. Bernhard verabschiedet sich auf einem Autobahnparkplatz mit unbekanntem Ziel, die anderen fahren in die Nähe von Frankfurt und bleiben vorerst in Thereses Wohnung.
Die Stimmung ist nun gereizt. Wilhelm, der doch etwas über seine Mitmenschen lernen wollte, ist zunehmend verwirrt und muss erkennen, dass die Menschen, denen er begegnet ist, sich ihm nicht öffnen und letztlich Fremde bleiben, und dass er diese Menschen, sogar Therese, ebenso sehr hassen wie lieben kann. Während einer Fährfahrt stößt er fast den alten Laertes in den Main, der am nächsten Ufer davonrennt und nicht mehr gesehen wird.
Die beiden Frauen bleiben zurück, als Wilhelm, nun wieder allein, zur Zugspitze reist, wo er noch nie zuvor gewesen war. Als er auf dem Gipfel steht, fasst er das in einem Monolog als Bild dafür auf, wie weit er sich von den Menschen entfernt hat. Schriftsteller möchte er dennoch werden.

## Kritiken
- Lexikon des internationalen Films: „Handkes Vorlage über Kontaktarmut und Sinnsuche gegenwärtigen und tradierten Lebens verdichtete Regisseur Wenders zu einem intensiven Stimmungsbild am Abgrund des ‚Fortschritts‘“.[2]

## Auszeichnungen
Der Film gewann 1975 in sieben Kategorien den Deutschen Filmpreis. Die gesamte männliche und weibliche Besetzung erhielt die Darstellerpreise. Wim Wenders wurde als bester Regisseur des Jahres ausgezeichnet. Robby Müller erhielt den Preis für die beste Kameraführung. Peter Handke wurde für sein Drehbuch ausgezeichnet. Peter Przygodda für den besten Schnitt und Jürgen Knieper für die beste Filmmusik.

## Trivia
Am Anfang des Films sieht man in der Wohnung von Wilhelm Meister, verkörpert von Rüdiger Vogler, auf einem Bücherregal neben einer alten schwarzen Schreibmaschine den Roman Moskitos des Schriftstellers William Faulkner stehen. Wenn Wilhelm Meister die Wohnung mit einem Fahrrad verlässt, sieht man über dem Haupteingang eines Kinos Werbung für den Film Die Rückkehr der reitenden Leichen des Regisseurs Amando de Ossorio von 1973. Im Gegensatz zu den anderen beiden Teilen Alice in den Städten und Im Lauf der Zeit ist der Film Falsche Bewegung vollständig in Farbe.
Mit dem Film begann die Karriere von Nastassja Kinski. Lisa Kreuzer, die im Film die Rolle der Janine übernahm, entdeckte sie als Zwölfjährige und vermittelte ihr die Rolle der stummen Mignon.